# بيل شامبرز
بيل شامبرز (بالإنجليزية: Bill Chambers)‏ هو لاعب كرة قدم أمريكية أمريكي، ولد في 17 أكتوبر 1923 في لوس أنجلوس في الولايات المتحدة، وتوفي في 29 سبتمبر 1983.

## وصلات خارجية
- بيل شامبرز على موقع مرجع كرة القدم المحترفة.كوم (الإنجليزية)